# Cordioniscus bulgaricus
Cordioniscus bulgaricus är en kräftdjursart som beskrevs av Mikhail P. Andreev 1986. Cordioniscus bulgaricus ingår i släktet Cordioniscus och familjen Styloniscidae. Inga underarter finns listade i Catalogue of Life.